# Schön ist es auf der Welt zu sein
Schön ist es auf der Welt zu sein ist ein deutscher Schlager aus dem Jahr 1971, der die positiven Aspekte des Lebens hervorhebt. Die Interpreten sind Roy Black & Anita. Das Lied erreichte Platz zwei der deutschen Charts und war sieben Wochen lang das erfolgreichste Lied in der deutschsprachigen Singlehitparade.

## Entstehung und Veröffentlichung
Produziert wurde das Lied von Hans Bertram. Der Text stammt von Bertrams Ehefrau, der deutsch-luxemburgischen Autorin Lilibert. Die Musik komponierte Werner Twardy. Erstmals gesungen wurde das Lied in dem Schlagerfilm Wenn mein Schätzchen auf die Pauke haut von Roy Black im Duett mit der damals zehnjährigen Norwegerin Anita, die dadurch zum Kinderstar wurde.
Die Erstveröffentlichung von Schön ist es auf der Welt zu sein erfolgte als Single im Januar 1971 bei Polydor. Diese erschien mit der B-Seite Keine 10 Pferde, einer Solointerpretation von Roy Black (Katalognummer: 2041 169). Im selben Jahr erschien das Lied als Teil von Blacks Studioalbum Eine Liebesgeschichte (Katalognummer: 2371 183).
Roy Black und Anita selbst haben im Folgejahr eine norwegische (Da er det skjønt å være til) und eine schwedische (Da är det skönt att finnas till) Version eingespielt. Erstere erschien als Single, mit der von Anita gesungenen B-Seite Johnny West (Katalognummer: 2052 024).

## Schreibweise des Titels
Auf den meisten Originalplattencovern wird Schön ist es auf der Welt zu sein ohne das bei erweiterten Infinitiven eigentlich notwendige Komma geschrieben. Ansonsten sind beide Schreibweisen verbreitet.

## Rezeption
Nach Wenn mein Schätzchen auf die Pauke haut war der Song auch im Film Kinderarzt Dr. Fröhlich von 1972 hören. Black und Anita erhielten für das Lied mehrere Preise, u. a. den Goldenen Löwen von Radio Luxemburg. Eine niederländische Version Fijn Is 't Om Bij Jou Te Zijn gibt es von Frank & Mirella.

## Kommerzieller Erfolg

### Chartplatzierungen
Schön ist es auf der Welt zu sein stieg am 2. August 1971 auf Rang 39 der deutschen Singlecharts ein und erreichte seine beste Platzierung mit Rang zwei am 8. November 1971. Die Single musste sich dabei lediglich Mamy Blue von den Pop Tops geschlagen geben. Insgesamt platzierte sich die Single 33 Wochen in den Charts, 18 Wochen davon in den Top 10. Zum letzten Mal platzierte es sich am 27. März 1972 in den Charts. Obwohl es das Lied nicht an die Chartspitze schaffte, war es für einen Zeitraum von sieben Wochen das erfolgreichste deutschsprachige Lied in den Charts. 1971 belegte Schön ist es auf der Welt zu sein Rang 15 der deutschen Single-Jahrescharts sowie Rang 39 im Folgejahr.
Darüber hinaus erreichte die Single Top-10-Platzierungen in Norwegen (Rang 3), Belgien (Rang 4), der Schweiz (Rang 5) und den Niederlanden (Rang 6).
Für Roy Black avancierte Schön ist es auf der Welt zu sein zum 14. Charthit in Deutschland sowie nach Dein schönstes Geschenk zum zweiten in der Schweiz. In Deutschland ist es sein zwölfter Top-10-Hit sowie der zweite in der Schweiz. Für Anita war es der erste Charthit überhaupt.
| ChartsChartplatzierungen | Höchstplatzierung | Wochen |
| ------------------------ | ----------------- | ------ |
| Deutschland (GfK)        | 2 (33 Wo.)        | 33     |
| Norwegen (IFPI)          | 3 (30 Wo.)        | 30     |
| Schweiz (IFPI)           | 5 (13 Wo.)        | 13     |

| ChartsJahrescharts (1971) | Platzierung |
| ------------------------- | ----------- |
| Deutschland (GfK)         | 15          |

| ChartsJahrescharts (1972) | Platzierung |
| ------------------------- | ----------- |
| Deutschland (GfK)         | 39          |

### Auszeichnungen für Musikverkäufe
Schön ist es auf der Welt zu sein erhielt in Deutschland eine Goldene Schallplatte für über 500.000 verkaufte Einheiten, damit zählt es zu den meistverkauften Schlagern der 1970er-Jahre.
| Land/Region        | Auszeichnungen für Musikverkäufe (Land/Region, Auszeichnung, Verkäufe) | Verkäufe |
| ------------------ | ---------------------------------------------------------------------- | -------- |
| Deutschland (BVMI) | Gold                                                                   | 500.000  |
| Insgesamt          | 1× Gold ·                                                              | 500.000  |

## Coverversionen
Deutschsprachige Coverversionen erschienen u. a. von Guildo Horn (1995, 1999), Dieter Thomas Kuhn (2007), Maxi Arland (2007), den Geschwistern Messner sowie Ross Antony (2013, 2022). Von Mieke & Luc Van Meeuwen stammt die niederländische Version Samen kunnen we de wereld aan von 2012.